# Gianluca Scamacca
Gianluca Scamacca (Roma, 1 de janeiro de 1999) é um futebolista italiano que atua como centroavante. Atualmente joga pela Atalanta.

## Carreira

### Início de Carreira
Produto da academia da Roma, Scamacca assinou pelo PSV Eindhoven em janeiro de 2015. Fez a sua estreia profissional a 22 de janeiro de 2016, com 17 anos, num jogo do Jong PSV (equipa B do PSV) na Eerste Divisie (2ª divisão holandesa). Gianluca entrou como suplente de Steven Bergwijn aos 61 minutos de jogo, numa vitória por 2–1 em casa do VVV-Venlo.

### Sassuolo
Em janeiro de 2017, Scamacca foi contratado pelo clube italiano Sassuolo, assinando um contrato de 4 anos e meio. A 29 de outubro, com 18 anos, fez a sua estreia na Serie A, substituindo Diego Falcinelli aos 85 minutos de jogo, numa derrota por 3–1 contra o Napoli, no Stadio San Paolo.

#### Empréstimos ao Cremonese, PEC Zwolle, Ascoli e Genoa
Em janeiro de 2018, Scamacca foi emprestado ao Cremonese, da Serie B. A 14 de abril, marcou o seu primeiro golo profissional, num empate por 1–1 contra o Palermo.
A 31 de agosto de 2018, Scamacca foi emprestado ao PEC Zwolle, da Eredivisie. A 2 de setembro, estreou-se pelo clube, numa vitória por 1–0 em casa do Groningen.
A 13 de julho de 2019, foi emprestado ao Ascoli, da Serie B.
A 2 de outubro de 2020, Scamacca foi emprestado ao Genoa, da Serie A, até ao fim da temporada 2020–21.

#### Regresso ao Sassuolo
No verão de 2021, Scamacca regressou ao Sassuolo, então treinado por Alessio Dionisi. A 17 de outubro, estreou-se a marcar pelos Neroverdi, bisando num empate por 2–2 em casa do Genoa, sua ex-equipa. Durante a época 2021–22, foi titular no ataque do Sassuolo, ao lado de Domenico Berardi e Giacomo Raspadori, terminando a temporada com 16 golos no campeonato. A 22 de maio de 2022 jogou a sua última partida pelo clube, uma derrota por 3–0 contra o AC Milan.

### West Ham United
A 26 de julho de 2022, Scamacca assinou pelo West Ham United, clube da Premier League, assinando um contrato de 5 anos com mais 1 ano de opção. Em troca, o Sassuolo recebeu uma taxa de 30,5 milhões de libras, com 5 milhões de libras adicionais em objetivos, e direito a 10% de uma futura venda.
Scamacca fez a sua estreia pelo West Ham e na Premier League a 7 de agosto de 2022, ao entrar como suplente de Michail Antonio na 2ª parte de uma derrota em casa por 2–0 frente ao Manchester City. O seu primeiro golo pelos Hammers surgiu no seu 3º jogo, a 18 de agosto, inaugurando o marcador numa vitória por 3–1 no play-off da Conference League contra o Viborg. A 1 de outubro, marcou o seu primeiro golo na Premier League, numa vitória em casa por 2–0 sobre o Wolverhampton Wanderers.

## Carreira Internacional

### Escalões Jovens
Scamacca representou Itália Sub-17 nas edições de 2015 e 2016 do Campeonato Europeu Sub-17.
Com Itália Sub-19, Scamacca participou no Campeonato Europeu Sub-19 de 2018, marcando 2 golos no torneio, um deles na final, contra Portugal, em que Itália perdeu por 4–3 após prolongamento. No ano seguinte, participou no Mundial Sub-20 de 2019, representando Itália Sub-20, que terminou em 4º lugar.
A 25 de maio de 2018, Scamacca estreou-se por Itália Sub-21, num amigável contra Portugal, com os italianos a perderem por 3–2. A 6 de setembro de 2019, marcou o seu primeiro golo pela seleção Sub-21, numa vitória por 4–0 num amigável contra Moldávia.  Foi convocado para o Campeonato Europeu Sub-21 de 2021, onde marcou 2 gols.

### Seleção Principal
Em setembro de 2021, Scammaca foi pela primeira vez convocado pela seleção principal de Itália, para jogos de qualificação para o Mundial 2022. A 8 de setembro, fez a sua estreia internacional sénior, numa vitória em casa por 5–0 sobre a Lituânia, entrando na 2ª parte como suplente de Federico Bernardeschi.

## Estatísticas de Carreira

### Clube
- Atualizado até 16 de março de 2023[29]

| Clube             | Temporada         | Campeonato        | Campeonato | Campeonato | Taça | Taça  | Taça da Liga | Taça da Liga | Competições Europeias | Competições Europeias | Total | Total |
| Clube             | Temporada         | Division          | Apps       | Goals      | Apps | Goals | Apps         | Goals        | Apps                  | Goals                 | Apps  | Goals |
| ----------------- | ----------------- | ----------------- | ---------- | ---------- | ---- | ----- | ------------ | ------------ | --------------------- | --------------------- | ----- | ----- |
| Jong PSV          | 2015–16           | Eerste Divisie    | 2          | 0          | —    | —     | —            | —            | —                     | —                     | 2     | 0     |
| Jong PSV          | 2016–17           | Eerste Divisie    | 1          | 0          | 0    | 0     | —            | —            | —                     | —                     | 1     | 0     |
| Jong PSV          | Total             | Total             | 3          | 0          | 0    | 0     | —            | —            | —                     | —                     | 3     | 0     |
| Sassuolo          | 2017–18           | Serie A           | 3          | 0          | —    | —     | —            | —            | —                     | —                     | 3     | 0     |
| Sassuolo          | 2021–22           | Serie A           | 36         | 16         | 2    | 0     | —            | —            | —                     | —                     | 38    | 16    |
| Sassuolo          | Total             | Total             | 39         | 16         | 2    | 0     | —            | —            | —                     | —                     | 41    | 16    |
| Cremonese         | 2017–18           | Serie B           | 14         | 1          | —    | —     | —            | —            | —                     | —                     | 14    | 1     |
| PEC Zwolle        | 2018–19           | Eredivisie        | 8          | 0          | 2    | 0     | —            | —            | —                     | —                     | 10    | 0     |
| Ascoli            | 2019–20           | Serie B           | 33         | 9          | 2    | 4     | —            | —            | —                     | —                     | 35    | 13    |
| Genoa             | 2020–21           | Serie A           | 26         | 8          | 3    | 4     | —            | —            | —                     | —                     | 29    | 12    |
| West Ham          | 2022–23           | Premier League    | 16         | 3          | 1    | 0     | 1            | 0            | 9                     | 5                     | 27    | 8     |
| Total de Carreira | Total de Carreira | Total de Carreira | 139        | 37         | 10   | 8     | 1            | 0            | 9                     | 5                     | 159   | 50    |

1. ↑  Inclui Coppa Italia e FA Cup
2. ↑  Inclui EFL Cup
3. ↑  Jogos na Liga Conferência

### Internacional
- Atualizado até 26 de março de 2023[29]

| Seleção | Ano   | Jogos | Golos |
| ------- | ----- | ----- | ----- |
| Itália  | 2021  | 2     | 0     |
| Itália  | 2022  | 7     | 0     |
| Itália  | 2023  | 2     | 0     |
| Total   | Total | 11    | 0     |

## Títulos

### West Ham
- Liga Conferência: 2022–23[30]

### Atalanta
- Liga Europa da UEFA: 2023–24

### Seleção italiana
Itália Sub-19
- Vice-campeão do Campeonato Europeu Sub-19: 2018[23]

Itália Sub-20
- 4º lugar no Mundial Sub-20: 2019[31]

Individual
- Melhor Marcador da Coppa Italia: 2019–20 (partilhado), 2020–21